# Іваненко Іван Володимирович
Іва́н Володи́мирович Іване́нко — солдат резерву, Міністерство внутрішніх справ України.

## Нагороди
31 жовтня 2014 року за особисту мужність і героїзм, виявлені у захисті державного суверенітету та територіальної цілісності України, вірність військовій присязі під час російсько-української війни, відзначений — нагороджений орденом «За мужність» III ступеня.